# Apocryptus erugatus
Apocryptus erugatus är en stekelart som beskrevs av Gupta 1983. Apocryptus erugatus ingår i släktet Apocryptus och familjen brokparasitsteklar. Inga underarter finns listade i Catalogue of Life.